# Тексінгталь
Тексінгталь (нім. Texingtal) — комуна (нім. Gemeinde) в Австрії, у федеральній землі Нижня Австрія. 
Входить до складу округу Мельк.  Населення становить 1621 чоловік (станом на 31 грудня 2005 року). Займає площу 32,45 км². 

## Політична ситуація
Бургомістр комуни — Герберт Бутценлехнер (АНП) за результатами виборів 2005 року.
Рада представників комуни (нім. Gemeinderat) складається з 19 місць.
- АНП займає 17 місць.
- СДПА займає 2 місця.

## Посилання

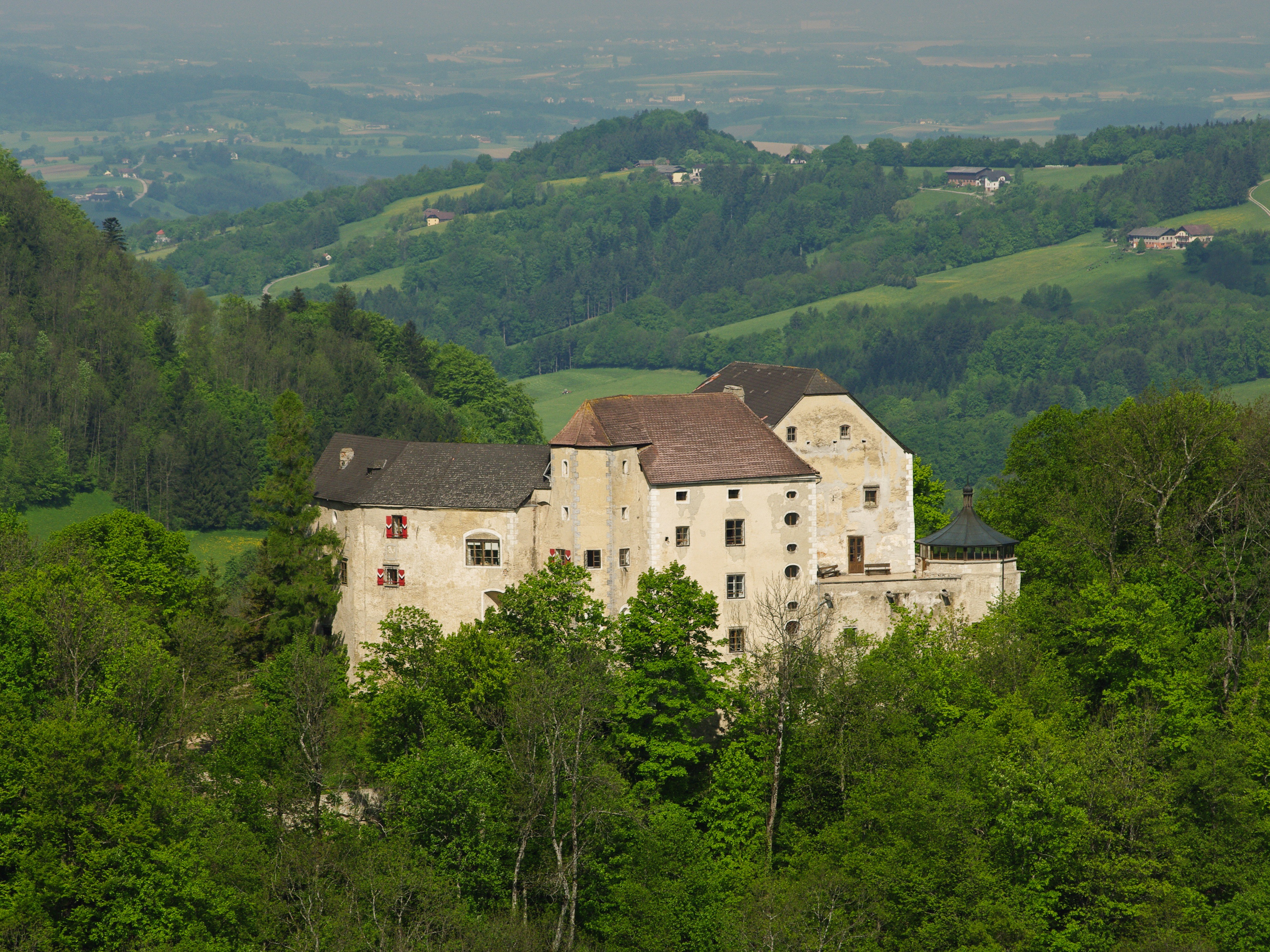
Замок Планкенштайн
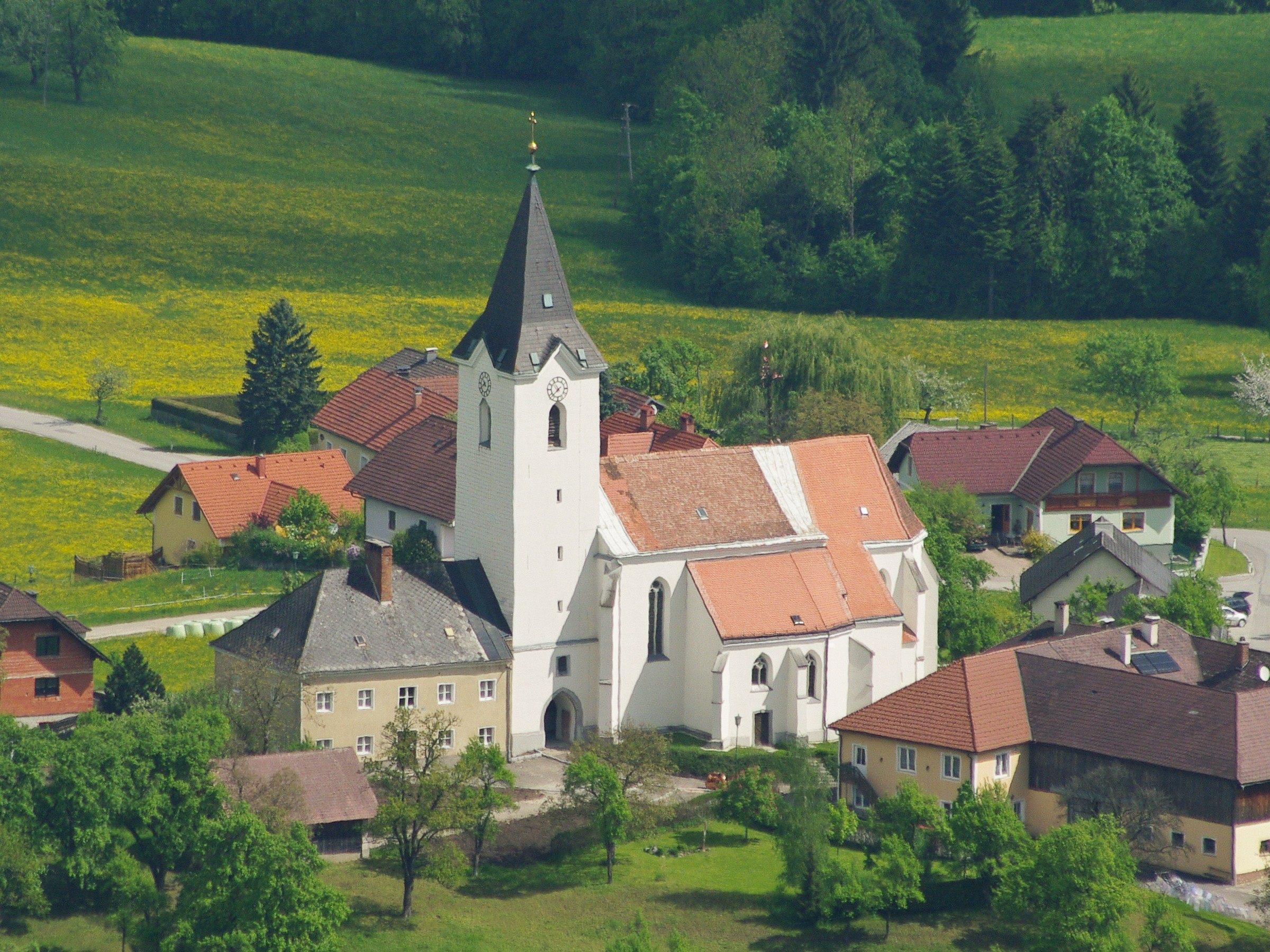
селище Санкт-Ґотард